# Simona Păucăová
Simona Păucăová (* 19. září 1969, Azuga) je bývalá rumunská sportovní gymnastka. Na olympijských hrách v Los Angeles roku 1984 vyhrála závod na kladině (o zlato se dělila s krajankou Ecaterinou Szabóovou) a zlatou medaili získala i v soutěži družstev. K tomu přidala bronz ve víceboji. Její vítězství na kladině bylo považováno za překvapující, neboť nikdy nevyhrála rumunské mistrovství, jejím nejlepším výsledkem na něm bylo druhé místo v roce 1982 právě na kladině. V roce 1983 též vyhrála víceboj na Balkánském mistrovství. Po skončení závodní kariéry pracovala jako trenérka mládeže ve svém mateřském klubu Dinamo Bucurešť a později v Městském sportovním klubu v Kluži.